# Yungay (província)
Yungay é uma província do Peru localizada na região de  Ancash. Sua capital é a cidade de Yungay.

## Distritos da província
- Cascapara
- Mancos
- Matacoto
- Quillo
- Ranrahirca
- Shupluy
- Yanama
- Yungay

1. ↑  «PERU: Administrative Division». City Population. 2 de outubro de 2018. Consultado em 19 de dezembro de 2019